# Roman Sjirokov
Roman Nikolajevitj Sjirokov (ryska: Роман Николаевич Широков, betoning på efternamnets andra stavelse), född den 6 juli 1981 i Dedovsk i Moskva oblast i Sovjetunionen, är en professionell fotbollsspelare, och rysk landslagsman. Han spelar för CSKA Moskva.
Sjirokov skrev på för Zenit St. Petersburg den 26 november 2007, och lämnade då sin dåvarande klubb FC Chimki. 26 mars 2008 debuterade han i det ryska landslaget, de mötte då Rumänien (0-3).
Den 10 augusti 2020 gjorde han sig skyldig till grov misshandel när han gav sig på domaren under en amatörmatch. 

## Meriter
- Mästare i Ryska Supercupen 2008, 2011
- Mästare i Premjer-Liga 2010, 2011–12
- Mästare i Ryska cupen 2010
- Mästare i UEFA-cupen: 2007/2008
- Mästare i UEFA Super Cup: 2008
- Bronsmedaljör i EM 2008